# Xã Hayti, Quận Hamlin, South Dakota
Xã Hayti (tiếng Anh: Hayti Township) là một xã thuộc quận Hamlin, tiểu bang Nam Dakota, Hoa Kỳ. Năm 2010, dân số của xã này là 279 người.